# تروفوبلاست
تروفوبلاست (از یونانی trephein: برای تغذیه؛ و blastos: germinator) لایه بیرونی سلول‌های بلاستوسیست است. تروفوبلاست‌ها چهار روز پس از لقاح در انسان وجود دارند. آنها مواد مغذی را برای جنین فراهم می‌کنند و به بخش بزرگی از جفت تبدیل می‌شوند. آنها در مرحله اول بارداری تشکیل می‌شوند و نخستین سلول‌هایی هستند که از تخم بارورشده متمایز می‌شوند و به ساختارهای خارج جنینی تبدیل می‌شوند که مستقیماً به جنین کمک نمی‌کنند. پس از بلاستولاسیون، تروفوبلاست با اکتودرم جنین به هم پیوسته است و به آن تروفکتودرم می‌گویند. پس از نخستین تمایز، سلول‌های جنین انسان توان سلولی کامل خود را از دست می‌دهند، زیرا دیگر نمی‌توانند تروفوبلاست تشکیل دهند. آنها به سلول‌های بنیادی پرتوان تبدیل می‌شوند.